# Mládežnická vesnice (Izrael)

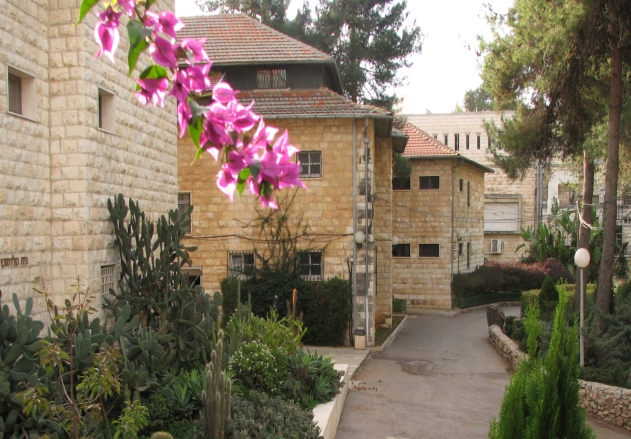
Chavat ha-No'ar ha-cijoni, Jeruzalém

Mládežnická vesnice (hebrejsky כפר נוער‎, Kfar no'ar) je model internátní školy, který byl poprvé vyvinut v Britském mandátu Palestina ve 30. letech 20. století a sloužil k péči o skupiny dětí a dospívajících prchajících před nacisty. Průkopnicemi v této oblasti, známé jako alija mládeže, byly Henrietta Szold a Recha Freier, které vytvořily vzdělávací zařízení na pomezí evropské internátní školy a kibucu.

## Historie
První mládežnickou vesnicí bylo Mikve Jisra'el. Ve 40. a 50. letech 20. století, v období masové imigrace do Izraele, byly mládežnické vesnice důležitým nástrojem pro absorpci přistěhovalců. Mládežnické vesnice v tomto období zakládaly Židovská agentura, WIZO a Na'amat. Po vzniku Izraele převzalo správu těchto institucí izraelské ministerstvo školství, nikoli však jejich vlastnictví.

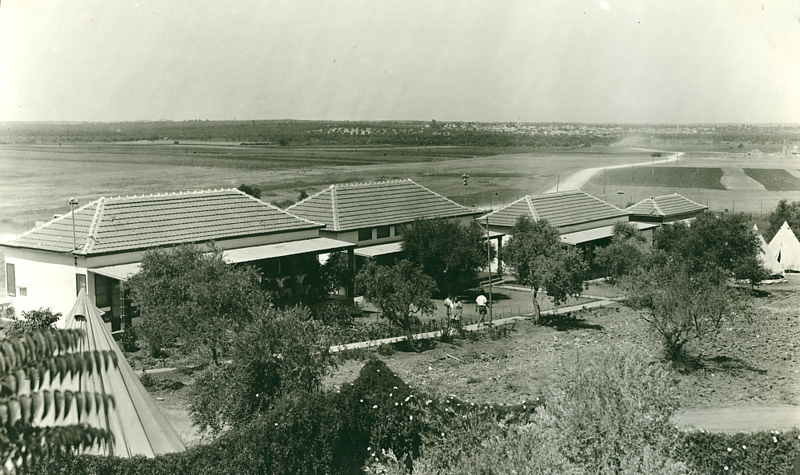
Mládežnická vesnice Ben Šemen, 20.-30. léta 20. století

Mládežnická vesnice Ne'urim, kterou založil Akiva Jišaj, byla první odbornou školou pro děti z alije mládeže, kterým bylo do té doby nabízeno pouze zemědělské vzdělávání.
Od 60. do 80. let 20. století byli do mládežnických vesnic posíláni mladí lidé z rozvrácených nebo problémových rodin. Dnes jsou některé z těchto vesnic uzavřeny, ale mnohé z nich nadále poskytují vzdělávací rámec pro přistěhovaleckou mládež. Jiné zavedly programy pro nadané studenty ze znevýhodněných čtvrtí, výměnné programy pro zahraniční středoškoláky a zařízení pro odborné vzdělávání. Některé fungují jako běžné střední školy a přijímají i studenty, kteří nemají bydliště.

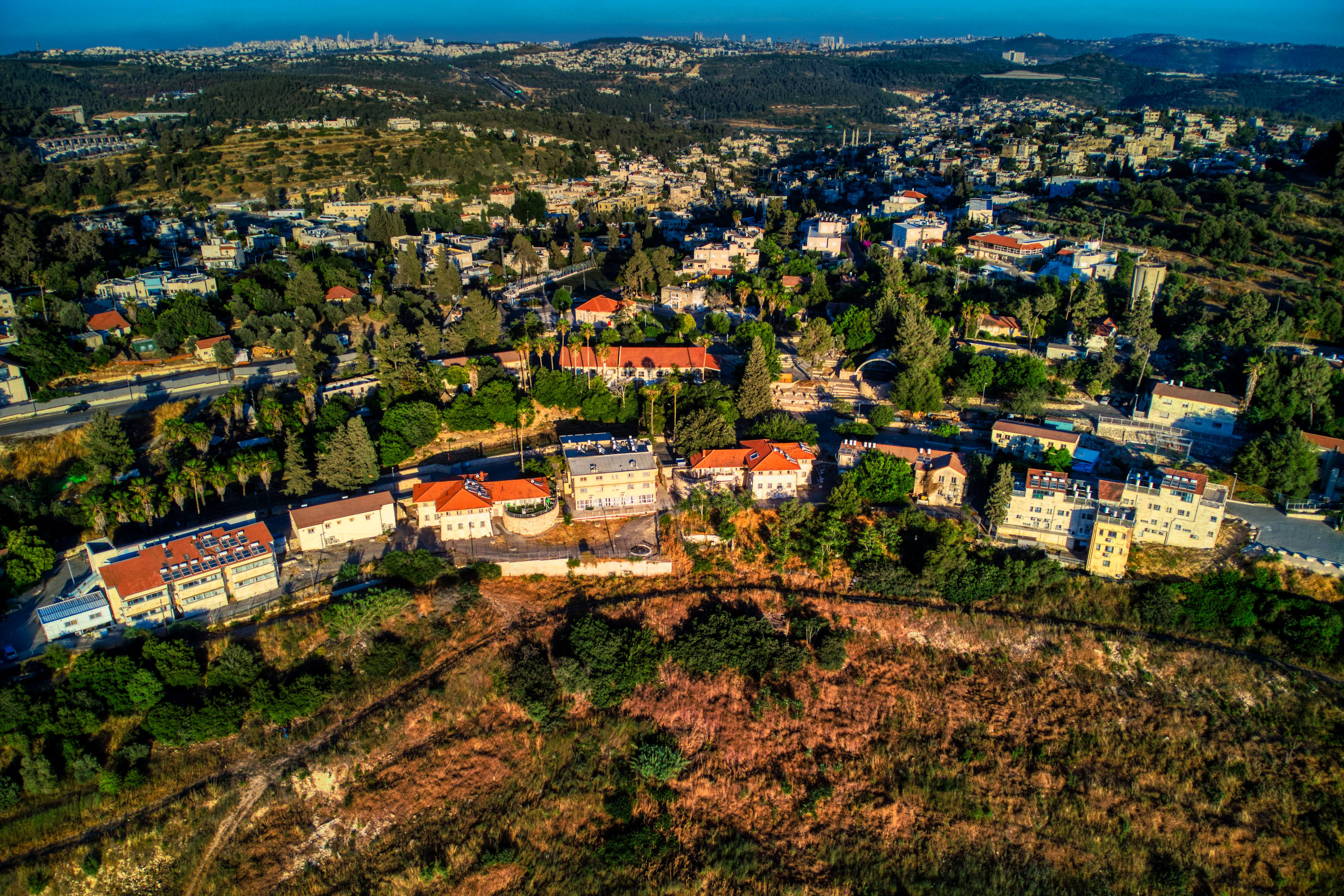
Mládežnická vesnice Kirjat Je'arim

V roce 2007 měla mládežnická vesnice Jemin Orde, založená počátkem 50. let 20. století v pohoří Karmel, populaci studentů složenou z mladých lidí z celého světa, včetně muslimských uprchlíků z Dárfúru. Vesnice poskytuje bezpečné útočiště nemajetným dětem ve věku 5 až 19 let. Mládežnická vesnice podle izraelského vzoru se nyní zakládá ve Rwandě.

## Vzdělávací strategie
V roce 1996 existovalo v Izraeli 60 mládežnických vesnic s 18 000 studenty.

## Mládežnické vesnice v Izraeli
- Adanim
- Alonej Jicchak
- Aluma
- Ajanot
- Ben Šemen
- Ešel ha-Nasi
- Giv'at Washington
- Ne'urim
- ha-Kfar ha-Jarok
- Hodajot
- Chavat ha-No'ar ha-cijoni
- Kanot
- Kedma
- Kfar ha-No'ar ha-Dati
- Kfar Silver
- Kirjat Je'arim
- Manof
- Me'ir Šfeja
- Mevo'ot Jam
- Neve Hadasa
- Nicana
- Nican (uzavřena v roce 1960)
- Jemin Orde